# Audincourt
Audincourt is een gemeente in het Franse departement Doubs (regio Bourgogne-Franche-Comté). De gemeente telde 14.009 inwoners op 1 januari 2022. De plaats maakt deel uit van het arrondissement Montbéliard. Audincourt is een industriestad in de stedelijke omgeving van Montbéliard.

## Geschiedenis
De plaats werd voor het eerst vermeld in de 12e eeuw. De plaats groeide en in 1523 werd het dorp Dâlotte aangehecht. Zoals andere plaatsen in het land van Montbéliard kreeg het protestantisme er vaste voet in de eerste helft van de 16e eeuw. De plaats hing eerst af van de kerk van Exincourt. Maar in 1588 maakte hertog Frederik van Württemberg van Audincourt een afzonderlijke protestantse gemeente.
In 1616 werd een gieterij geopend aan de oever van de Doubs. De plaats was gunstig gelegen door de waterkracht van de rivier en de nabijheid van ijzermijnen en bossen voor brandhout. Ook kwamen er anabaptisten die gevlucht waren uit Zwitserland. Zij introduceerden de teelt van aardappels en nieuwe landbouwtechnieken. Hierdoor werd Audincourt een erg rijke gemeente in de 18e en de 19e eeuw.
Na de aanhechting bij Frankrijk na 1793 kwamen er ook andere industrietakken: een textielfabriek in 1819 en een Peugeotfabriek aan het begin van de 20e eeuw. In de tweede helft van de 20e eeuw verdwenen de gieterijen en de textielfabrieken. Maar de gemeente behield een grote industriële aanwezigheid.

## Geografie
De oppervlakte van Audincourt bedroeg op 1 januari 2022 8,76 vierkante kilometer; de bevolkingsdichtheid was toen 1.599,2 inwoners per km². De gemeente ligt aan de Doubs. 
De onderstaande kaart toont de ligging van Audincourt met de belangrijkste infrastructuur en aangrenzende gemeenten.

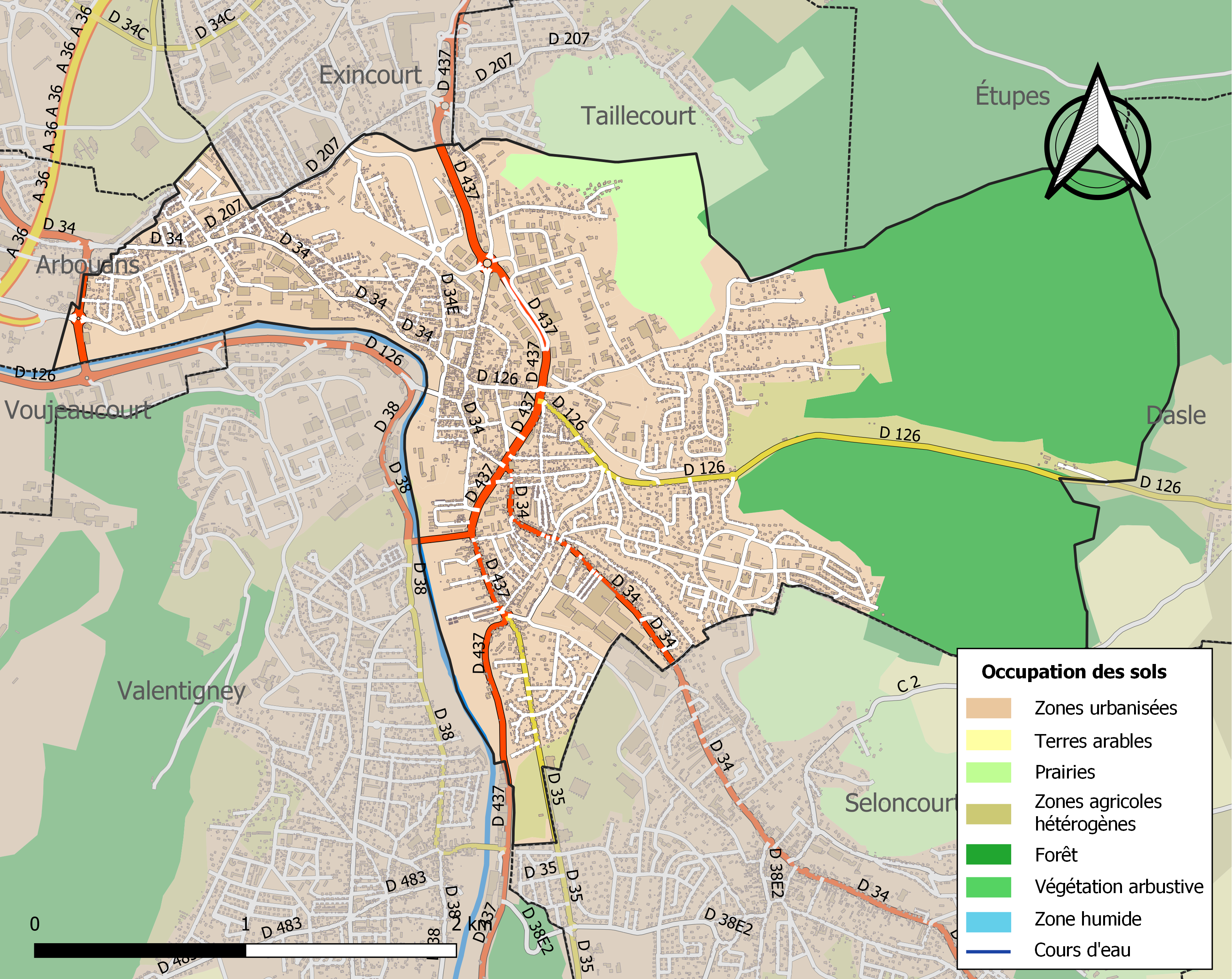

## Demografie
Onderstaande figuur toont het verloop van het inwonertal (bron: INSEE-tellingen).

## Geboren
- Benoît Pedretti (1980), voetballer